# Небески огањ
Небески огањ (енгл. The Fires of Heaven) је пети роман из серије књига „Точак времена“ америчког писца Роберта Џордана. Овај роман епске фантастике је 15. октобра 1993. објавила издавачка кућа „Тор букс“ (енгл. Tor Books). Издање на српском језику је подељено у две књиге.